# Кипрские референдумы по плану Аннана
Референдум по плану Аннана проходил 24 апреля 2004 года одновременно в Республике Кипр и Турецкой Республике Северного Кипра.
Референдум проходил непосредственно перед вступлением Республики Кипр в ЕС, при этом планом Аннана предусматривалось в случае успеха референдума вхождение объединённого Кипра в Европейский союз c 1 мая 2004 года.
Жители обоих государственных образований должны были ответить на вопрос, одобряют ли они пятую версию предложения ООН о воссоединении острова, который был разделён на греческую и турецкую части с 1974 года. На Северном Кипре за воссоединение высказалось большинство в 65 % при явке 89 %. Греческие киприоты отвергли план воссоединения при 76 % голосов против, явка при этом составила 87 %. Поскольку введение плана Аннана требовало его одобрения обеими сторонами конфликта, в результате того, что план был отвергнут греками-киприотами, он был аннулирован.

## Кампания

### Республика Кипр
Политические лидеры Кипра и Греции решительно выступали против плана Аннана по объединению Кипра. Тасос Пападопулос, президент Республики Кипр, выступил против плана в прямом эфире по телевидению. За два дня до референдума Прогрессивная партия трудового народа, одна из основных партий Республики Кипр, решила отказаться от плана Аннана. Хотя премьер-министр Греции Костас Караманлис сохранял нейтральное отношение к плану, лидер греческой оппозиции Георгиос Папандреу из ПАСОК призвал киприотов проголосовать за план, который соответствовал направлению его партии в то время, когда он ещё был министром иностранных дел. Тем не менее, опросы общественного мнения, проводившиеся в Республике Кипр в течение всего периода переговоров от начала до конца, всегда показывали, что около 80 % греков-киприотов были против предложений ООН.

### Турецкая Республика Северного Кипра
Среди турок-киприотов план считался излишне про-греческим, но большинство выступали за его принятие, чтобы прекратить длительную международную изоляцию Северного Кипра и его отчуждение от Европейской экономики. Тем не менее, руководство республики было настроено против. Президент Рауф Денкташ активно выступал против одобрения плана. Тем не менее, премьер-министр Северного Кипра Мехмет Али Талат выступал за принятие плана. Точно так же за принятие плана выступал и премьер-министр Турции Реджеп Тайип Эрдоган. Турция видела решение кипрской проблемы как важный первый шаг к возможному членству Турции в ЕС, а также как способ разрядки напряжённости в отношениях с Грецией.
Турецкая правая националистическая организация «Серые волки», принадлежащая к националистической Партии национального действия, активно выступала против. Произошли ограниченные беспорядки, вызванные партийными активистами «Серых волков». По крайней мере 50 таких активистов прибыли на Северный Кипр в ходе избирательной кампании. Тем не менее, сам референдум прошёл мирно и выборы были признаны свободными и справедливыми.

## Результаты
| Выбор                                | греки-киприоты | греки-киприоты | турки-киприоты | турки-киприоты | Всего   | Всего |
| Выбор                                | Голоса         | %              | Голоса         | %              | Голоса  | %     |
| ------------------------------------ | -------------- | -------------- | -------------- | -------------- | ------- | ----- |
| За                                   | 99 976         | 24,17          | 77 646         | 64,91          | 177 622 | 33,30 |
| Против                               | 313 704        | 75,83          | 41 973         | 35,09          | 355 677 | 66,70 |
| Недействительные/пустые бюллетени    | 14 907         | 3,48           | 5344           | 4,28           | 20 251  | 3,66  |
| Всего                                | 428 587        | 100            | 124 963        | 100            | 553 550 | 100   |
| Зарегистрированные избиратели/Явка   | 480 564        | 89,18          | 143 636        | 87             | 624 200 | 88,68 |
| Источники: GreekNews, Гид по выборам |                |                |                |                |         |       |